# Prioneris hypsipyle
Prioneris hypsipyle is een vlindersoort uit de familie van de Pieridae (witjes), onderfamilie Pierinae.
Prioneris hypsipyle werd in 1887 beschreven door Weymer.